# Lee Ki-hyuk (futbolista)
Lee Ki-hyuk (en coreano: 이기혁; 7 de julio de 2000) es un futbolista surcoreano que juega en la demarcación de extremo para el Gangwon F. C. de la K League 1.

## Selección nacional
Hizo su debut con la selección absoluta de Corea del Sur el 24 de julio de 2022 en un encuentro del campeonato de Fútbol de Asia Oriental de 2022 contra Hong Kong que finalizó con un resultado de 3-0 a favor del combinado surcoreano tras un gol de Hong Chul y un doblete de Kang Seong-jin.

## Clubes
| Club              | País          | Año       | Partidos | Goles |
| ----------------- | ------------- | --------- | -------- | ----- |
| Suwon F. C.       | Corea del Sur | 2021-2022 | 37       | 0     |
| Jeju United F. C. | Corea del Sur | 2023-2024 | 23       | 1     |
| Gangwon F. C.     | Corea del Sur | 2024-     | 35       | 0     |